# 線状皮膚炎
線状皮膚炎（せんじょうひふえん、英: linear dermatitis, dermatitis linearis）は、丘疹性皮膚炎（Paederus dermatitis）としても知られる皮膚炎で、昆虫目コレオプテラ（Coleoptera）、パエデラス（Paederus）属に属するハネカクシ（rove beetle）の血球に接触して起こる皮膚の炎症である。他にも、クモ膜炎、ムチウチ皮膚炎、ナイロビハエ皮膚炎、などと呼ばれている。 
ハネカクシは噛んだり刺したりしないが、誤って撫でたり押しつぶしたりすると、皮膚の炎症や水ぶくれを起こし、強い水ぶくれを起こす化学物質を含むコエレミック液（coelemic fluid）を放出させる。ハネカクシの種によってはpederoneやpseudopederinを含むいくつかの類似した分子の1つであるかもしれないが、コエレミック液中の活性成分は一般にペデリンと呼ばれ、pederoneとpseudopederinを含むいくつかの類似の分子が含まれる。 
「水ぶくれ虫皮膚炎（Blister beetle dermatitis）」は、 ツチハンミョウ（blister beetle）のカンタリジンによって引き起こされるさまざまな皮膚炎をより適切に表現する用語であるが、ハネカクシによって引き起こされる皮膚炎を表すために使用されることもある。 

## 診断と治療

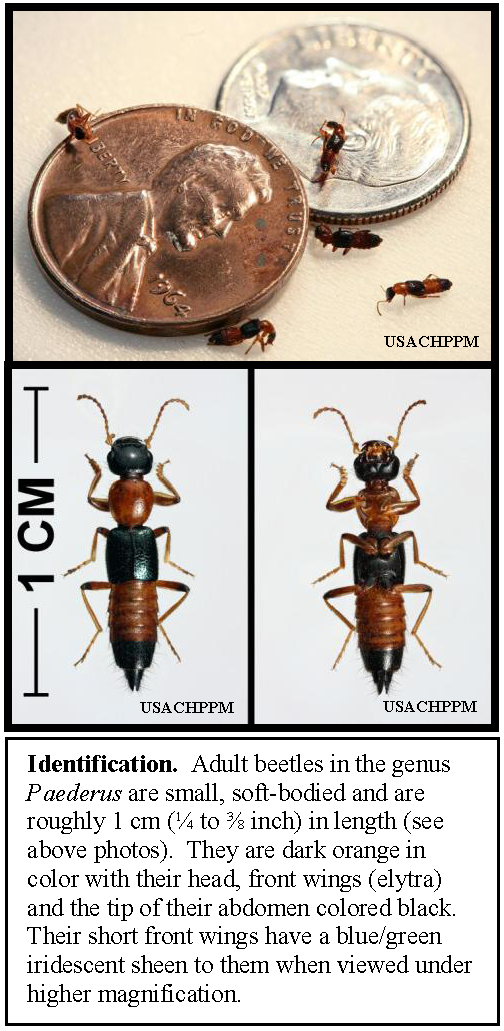
ハネカクシの大きさ

昆虫と接触して一度ペデリンが皮膚に付着すると、皮膚の他の場所にも広がる可能性がある。2つの皮膚領域が接触する「キス（Kissing）」または「鏡像（mirror-image）」病変（たとえば、肘の屈曲部位）がよく見られる。ハネカクシとの接触が発生した場合は、石鹸と水で手と皮膚を洗うことが、強く推奨される 。
ペデリンとの最初の皮膚接触は、即時の結果を示さない。しかし、12〜36時間以内に赤みがかった発疹（紅斑）が現れ、水疱になる。炎症（痂皮化や鱗屑化を含む）は2～3週間続くことがありる。ペデリンは、最初の接触後、無意識のうちに目や生殖器などの体の他の部分に移っていく可能性がある。東アフリカでナイロビ眼として一般に知られている結膜炎は、眼が冒されたときに発生する 。
ある研究では、ステロイド外用薬と経口抗ヒスタミン薬（初日）および抗生物質を組み合わせた治療レジメで最良の結果が報告された。著者らは、ペデリン産生細菌による皮膚の汚染の可能性があるため、抗生物質が有用であると仮定した。

## 地域と種
ハネカクシの3つの異なる属（Paederus、Paederidus、およびMegalopaederus）は、すべて同じ亜科Paederinaに含まれ、丘疹性皮膚炎を引き起こす可能性がある。この刺激物はペデリンと呼ばれ、毒性が高く、コブラ毒よりも強力である。
世界のさまざまな地域で、さまざまな種類のハネカクシが丘疹性皮膚炎を引き起こす。
- Paederus melampusは、マニパル・バグまたはMIT警察としても知られ、インドのカルナタカ州で発生する。 （マニパルは大学の町の名前。 ）「Paederus Dermatitis」というタイトルの2007年の記事で、カルナタカ州のSri Devaraj Medical Collegeの2人の皮膚科医が、マニパル・バグをPaederus melampusと特定した。P. melampusのようなハネカクシは、ハネカクシ（Staphylinidae）とは別の科のツチハンミョウ（Meloidae）に属しているが、「水疱虫」と呼ばれることもある[8]。
- 「エルポド（El podo）」とも呼ばれるPaederus brasilensisは、南アメリカで皮膚炎を引き起こす。ベネズエラの種、 Paederus columbinusもある 。
- Paederus fuscipesは、おそらくイラン北部で丘疹性皮膚炎を引き起こす主要な原因で、この病気は南部では主に村や小さな町の農村部の問題であるのに対し、カスピ海沿岸の北部の地方では都市部の問題となっている[15]。
- Paederus australisはクイーンズランド州とノーザンテリトリーでの皮膚炎の発生の原因であり、Paederus cruenticollisはニューサウスウェールズ州南部での発生の原因[16]。
- Nairobi fly： Paederus crebrepunctatusとPaederus sabaeusは、いずれも中央および東アフリカの両方で皮膚炎の原因[17]。

丘疹性皮膚炎は、ナイジェリア、フランス、沖縄、オーストラリア、マレーシア、インドネシア、タイ、シンガポール、台湾、ベトナム、インド（ペルンバヴール、ケララ）、シエラレオネ、スリランカ、エチオピアからも報告されている。